# Jean-Baptiste-Arthur Angrignon
Jean-Baptiste-Arthur Angrignon (Saint-Placide, 2 marzo 1875 – Montréal, 1948) è stato un politico canadese.

## Biografia
È nato a Saint-Placide nella provincia del Québec ed è cresciuto nella città di Deux-Montagnes nella regione delle Basse-Laurentides in Québec · .
È stato un mercante. Diresse il Salaison Angrignon sul boulevard Monk dal 1914 al 1942.

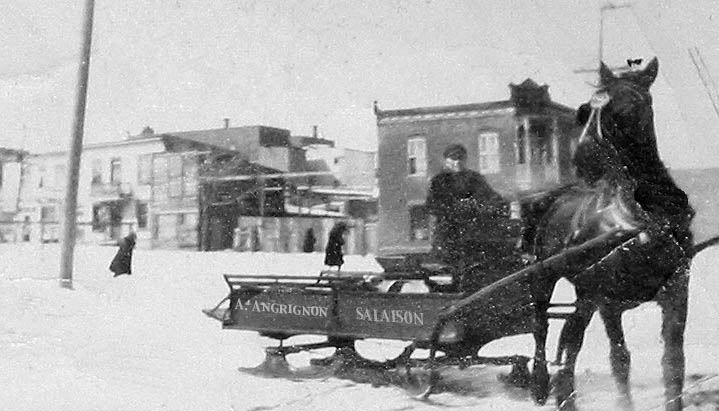
Carro del Salaison Angrignon

### Consigliere municipale
Nel 1921 fu eletto nel consiglio comunale della città di Montreal per il quartiere di Saint-Paul. Fu rieletto nel 1924, 1926, 1928, 1930 e 1932. Dal 1930 al 1932 è stato membro del Comitato Esecutivo di Montreal. Ha supervisionato lo sviluppo di parc Angrignon su un terreno che apparteneva alla famiglia Crawford.
Non ha cercato di essere rieletto nel 1934.

## Onorificenze
I seguenti siti sono stati nominati per onorare Jean-Baptiste Arthur Angrignon:
- Parc Angrignon (chiamato così in suo onore nel 1927)[4];
- la stazione di Angrignon ( completata nel 1978)[5];
- il Carrefour Angrignon (centro commerciale costruito nel 1986).
- il boulevard Angrignon[6]